# Harninkontinenz
Harninkontinenz (lateinisch Incontinentia urinae), bekannter als Blasenschwäche, bezeichnet eine beim Versagen der Schließmuskelfunktion der Harnblase bestehende Unfähigkeit, Urin verlustfrei in der Harnblase zu speichern und selbst Ort und Zeitpunkt der Entleerung zu bestimmen. Laut Definition der Fachgesellschaften liegt eine Inkontinenz bereits ab einem Tropfen Urinverlust vor.

## Formen der Harninkontinenz
Die häufigsten Formen sind die Dranginkontinenz, Stress- oder Belastungsinkontinenz und Überlaufinkontinenz.

### Dranginkontinenz
Kennzeichnend ist ein so plötzlicher starker Harndrang, dass oft die Toilette nicht mehr erreicht werden kann, bevor es zu einem unfreiwilligen Urinverlust kommt. Grund sind zum Beispiel Kontraktionen der Blasenleerungs-Muskulatur, häufig verursacht durch lokale entzündliche Prozesse (z. B. Blasenentzündungen), Übergewicht, Diabetes mellitus oder durch Schäden der diese Muskeln steuernden Nerven, wie zum Beispiel bei der Alzheimer-Krankheit, Multiplen Sklerose, Parkinson-Krankheit oder nach einem Schlaganfall.
Von der mit unfreiwilliger Detrusorkontraktion (Kontraktionen der Blasenleerungs-Muskulatur) verbundenen motorischen Dranginkontinenz wird eine sensorische Dranginkontinenz ohne Detrusorkontraktion unterschieden.

### Belastungsinkontinenz (Stressinkontinenz)
Bei einer Belastungsinkontinenz löst der erhöhte Bauchinnendruck durch Belastung, Pressen aus den verschiedensten Gründen (Heben, Tragen, Treppensteigen, Lachen, Husten, Niesen, Entweichen von Darmgasen) den mehr oder weniger ausgeprägten unfreiwilligen Harnabgang aus.
Es werden drei Schweregrade nach Stamey unterschieden:
1. Grad: Inkontinenz beim Husten, Niesen, Lachen
2. Grad: Inkontinenz bei abrupten Körperbewegungen, beim Aufstehen, Hinsetzen, Heben schwerer Gegenstände
3. Grad: Inkontinenz bei unangestrengten Bewegungen, im Liegen, volle Entleerung im Schlaf
Bei Frauen ist die Belastungsinkontinenz oft Folge mehrfacher Geburten, die zu einer Überdehnung und Erschlaffung von Haltebändern und des Beckenbodens führen. Daraus resultiert eine Senkung (Descensus) der Organe des kleinen Beckens. Dann wirkt ein erhöhter Bauchinnendruck zwar noch in voller Stärke auf die Harnblase, kann aber gleichzeitig die Harnröhre nicht mehr erreichen und deren Verschlussdruck nicht mehr unterstützen. Beim Mann dagegen ist diese Form der Inkontinenz meist Folge einer traumatischen Schädigung des äußeren Blasenschließmuskels durch Operationen (z. B. radikale Prostatektomie) oder Unfälle.
Therapeutisch stehen bei der weiblichen Stressinkontinenz in leichten Fällen konservative Behandlungsmöglichkeiten im Vordergrund. Dazu eignet sich zum Beispiel das Antidepressivum Duloxetin. In schwereren Fällen stehen eine Reihe von operativen Methoden zur Verfügung. Erste Operationen der Belastungsinkontinenz wurden 1878 publiziert. 1912 führte Howard Atwood Kelly hierzu eine quere Raffung des Harnblasenhalses durch. Heute wird in erster Linie ein minimal-invasiver Eingriff, die TVT-Operation (Tension-free vaginal tape = spannungsfreies vaginales Band) durchgeführt. Dabei wurden in einer 6-Jahresverlaufsstudie Erfolgsraten von rund 74 % beobachtet. Bei 1,6 % der Frauen musste das Band nach dem Eingriff aufgrund von Komplikationen wieder entfernt werden. Bei rund 5 % der Frauen verblieb trotz der Operation eine Miktionsstörung. Eine niederländische Studie verglich die TVT-Operation mit der Physiotherapie (mit Beckenbodentraining), der konservativen Behandlungsvariante. Die TVT-Operation ist hierbei der Physiotherapie überlegen, auch die Frauen sind zufriedener. Nur etwa eine von zehn Frauen erlitt leichte OP-Komplikationen wie Blutergüsse oder Dranginkontinenz.
Beim Mann kann der Versuch minimal-invasiver Eingriffe am Schließmuskel gemacht werden. In therapieresistenten Fällen kann ein künstlicher Schließmuskel implantiert werden, bei dem mittels Pumpensystem eine um die Harnröhre gelegte aufblasbare Manschette gefüllt bzw. geleert wird. Das Umspritzen der Harnröhre mit Hyaluronsäure führt innerhalb des ersten Jahres bei etwa der Hälfte der Patienten zu einer Verbesserung, der Langzeiterfolg dieser Behandlung ist allerdings gering und die Komplikationsrate hoch. Auch die Verwendung mechanischer Hilfsmittel, wie Penisband/-bändchen oder Okkluder-Vorrichtungen für Inkontinenz, welche äußerlich am Penisschaft angebracht Druck auf die Harnröhre ausüben und so den ungewollten Harnverlust unterbinden, ist eine probate Therapie bei Harninkontinenz.

### Mischinkontinenz
Hier sind Drang- und Belastungsinkontinenz kombiniert.

### Inkontinenz bei chronischer Abflussstörung der Blase (früher: Überlaufinkontinenz)
Die Inkontinenz bei chronischer Abflussstörung der Blase (auch: Inkontinenz bei chronischer Harnretention) entsteht durch unzureichende Entleerung der Harnblase mit der Folge von beträchtlichem Restharn. Die Ursachen können mechanischer Art sein, wie zum Beispiel häufig bei Männern durch eine Prostatavergrößerung, die die Harnröhre in ihrem Verlauf durch die Prostata einengt. Es gibt jedoch auch funktionelle (nervlich bedingte) Ursachen, wie eine Störung der Koordination von Blasendruck und Blasenschließmuskeln beim Harnlassen.
Das Problem der wiederholten Bildung von Restharn besteht darin, dass dieser sich aufschaukeln kann. Dadurch kann es zu einem soweit erhöhtem Blasendruck kommen, dass das gesamte Entleerungssystem instabil wird und die Blasenschließmuskeln überfordert werden, was zu Inkontinenz verschiedenen Ausmaßes führen kann. Daher stammt die ehemalige Bezeichnung Überlaufinkontinenz.
Das Hauptrisiko eines aufgeschaukelten Restharns besteht allerdings nicht in der Entstehung von Inkontinenz, sondern in einem Rückstau des Urins in die Harnleiter und die Nieren. Dies beinhaltet eine unmittelbare – und in der Regel unbemerkte – Gefahr eines zunehmenden Funktionsverlust der Nieren bis hin zur Urämie. Insofern ist jeder Verdacht auf eine Inkontinenz dieser Art ein Alarmzeichen, das möglichst umgehend beim Urologen abgeklärt werden sollte.
Das Ausmaß der Restharnbildung, und damit ihre Gefährlichkeit, kann ein Urologe sehr einfach durch Ultraschall abschätzen. Falls nötig kommt dann die Beseitigung der Ursache in Betracht, wie etwa einer Verengung in der Prostata. Sollte der Rückstau des Harns bereits die Niere erreicht haben, ist sofort ein Dauerkatheter einzusetzen, durch den die Blase entleert wird und der dann bis zur Beseitigung der Abflussstörung getragen wird.

### Reflexinkontinenz
Die Reflexinkontinenz entsteht durch eine Störung oder Zerstörung der vom Gehirn ausgehenden Hemmungsbahnen und damit zu einem Überwiegen der Aktivitätsimpulse des Reflexbogens zwischen Harnblase und Blasenzentrum im Kreuzteil des Rückenmarks (S2–4). Diese führen zu reflexartigen Detrusor-Kontraktionen mit Harnabgang.
Ein weiteres Problem besteht in der fehlenden Koordination der beteiligten Muskeln, so dass es häufig zur inkompletten Entleerung mit Restharn kommt (Detrusor-Sphinkter-Dyssynergie).
Ein solcher Zustand tritt beispielsweise nach einer Querschnittlähmung oberhalb des Blasenzentrums auf (UMNL, upper motor neuron lesion). Degenerative zentralnervöse Veränderungen, etwa bei Multiple Sklerose Erkrankten können den gleichen Effekt zeigen. Bei der LMNL (lower motor neuron lesion) tritt dagegen eine schlaffe, völlig denervierte Blase mit Überlaufinkontinenz auf.
Die Therapie erfolgt vorzugsweise medikamentös. Der intermittierende Selbstkatheterismus ermöglicht eine restharnfreie Entleerung. Oberstes Ziel des Selbstkatheterismus ist neben der Harnentleerung vor allem der Schutz des oberen Harntraktes (Nieren).

### Extraurethrale Inkontinenz
Bei der extraurethralen Inkontinenz liegt keine Insuffizienz des Verschlussapparates der Harnröhre (Urethra) vor. Der natürliche Harnausgang wird beispielsweise durch eine angeborene Fehlmündung eines Harnleiters hinter den Schließmuskel, eine Zystozele, Urethrozystozele oder eine verletzungsbedingte Fistel, wie etwa eine Blasen-Mastdarm- oder Blasen-Scheiden-Fistel als Operations- oder Bestrahlungsfolge „umgangen“. Die Therapie erfolgt durch eine operative Korrektur.

### Syndrom der überaktiven Blase (engl. overactive bladder, OAB)
Das Syndrom der überaktiven Blase bzw. Reizblase ist keine Inkontinenzform. Wenn Urinverluste im Rahmen des Beschwerdebildes auftreten, spricht man von einer Dranginkontinenz. Der Krankheitsverlauf kann aber auch ohne Urinverlust bestehen und sich in einem unangenehmen und häufigen Harndrang äußern.
Die Krankheitsform ist nach der Nomenklatur der ICS (International Continence Society) definiert durch einen schlagartigen, ununterdrückbaren Harndrang, der die betroffene Person zwingt, unmittelbar eine Toilette aufzusuchen. Die Miktionsfrequenz muss für die OAB bei mindestens 8 × pro 24 Stunden liegen. Es wird unterschieden zwischen der OAB mit Inkontinenz (OAB wet) und ohne Inkontinenz (OAB dry).
Die alte Nomenklatur dazu ist:
- sensorische Dranginkontinenz: Hier ist die Wahrnehmung der Blasenfüllung im Sinne eines vorzeitigen Füllungsgefühls, etwa durch eine Entzündung, durch Blasensteine oder Obstruktion der ableitenden Harnwege, gestört.
- motorische Dranginkontinenz: Hier sind die efferenten Nervenimpulse zum Musculus detrusor (der für die Entleerung zuständigen Harnblasenmuskulatur) enthemmt, was zu einer vorzeitigen, manchmal krampfartigen Detrusor-Kontraktion führt.

Die OAB kann Folge von Entzündungen der unteren Harnwege (Harnblase, Harnröhre), von obstruktiven (einengenden) Veränderungen wie z. B. Harnröhrenstrikturen, gut- bzw. bösartigen Prostata-Vergrößerungen oder auch von neurologischen Störungen wie z. B. Demenzerkrankungen sein. Bei den meisten betroffenen Patienten wird keine Ursache gefunden.
Die Therapie ist teils kausal, also die Ursache beseitigend, teils aber auch nur symptomatisch, also lediglich die Beschwerden lindernd.

### Lachinkontinenz
Lachinkontinenz gilt als eigenständige Form der Harninkontinenz. Typischerweise tritt diese Art der Inkontinenz im Alter von 5 bis 7 Jahren auf und ist besonders häufig bei Mädchen zu Beginn der Pubertät anzutreffen.
Beim Lachen verlieren Betroffene die Kontrolle über die Blasenfunktion und es kommt zur vollständigen Entleerung der Blase. Anders als bei anderen Formen der Inkontinenz sind der Blasenapparat und umliegende Organe völlig gesund. Ein Harndrang wird vor dem Einnässen nicht empfunden. Die wirkliche Ursache der Lachinkontinenz ist noch nicht abschließend erforscht, es existieren mehrere Erklärungsansätze. Eine Behandlung kann mit Medikamenten u. a. Methylphenidat oder durch Physiotherapie, speziell Beckenbodentraining erfolgen.

## Psychologische Bedeutung der Inkontinenz
Da die Sauberkeitserziehung einen hohen Stellenwert in unserer Gesellschaft hat, führt Inkontinenz häufig zur sozialen Isolation, zumal viele Inkontinenz-Kranke aus Scham sogar die Konsultation eines Arztes (Urologe, Gynäkologe) scheuen. Aus diesem Grund muss von einer hohen Dunkelziffer der Inkontinenz-Betroffenen ausgegangen werden.
Seit 2008 ist zu beobachten, dass mehrere Anbieter von Spezialprodukten ihre Marketing-Strategien umgestellt haben und auf eine Enttabuisierung des Themas hinarbeiten. 2013 startete eine Bewusstseinskampagne, die im Fernsehen für einen offeneren Umgang mit der Erkrankung wirbt.

## Inkontinenzhilfen und Kostenübernahme

### Hilfsmittel: Einlagen und Vorlagen

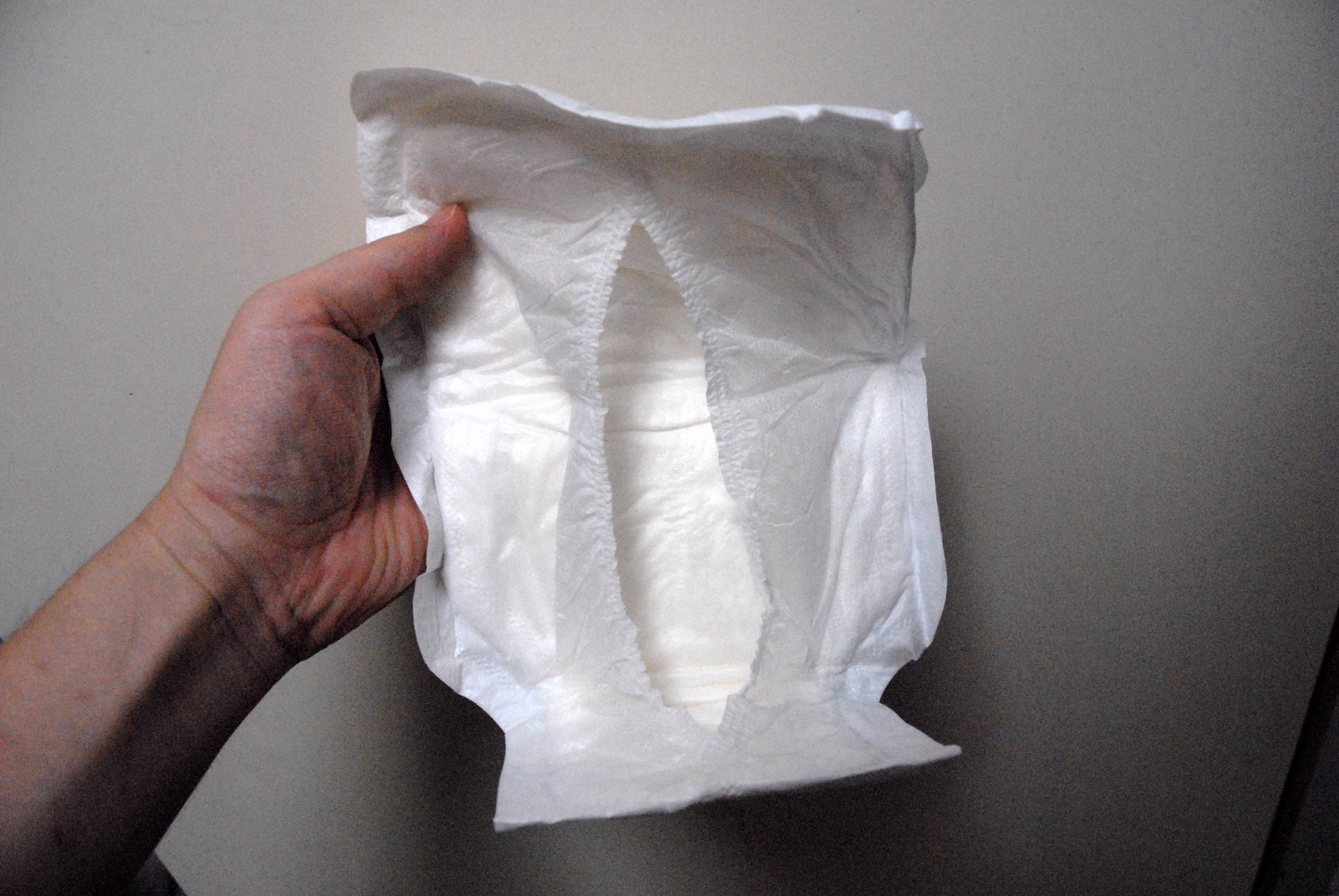
Einlage (Vorlage) für Männer

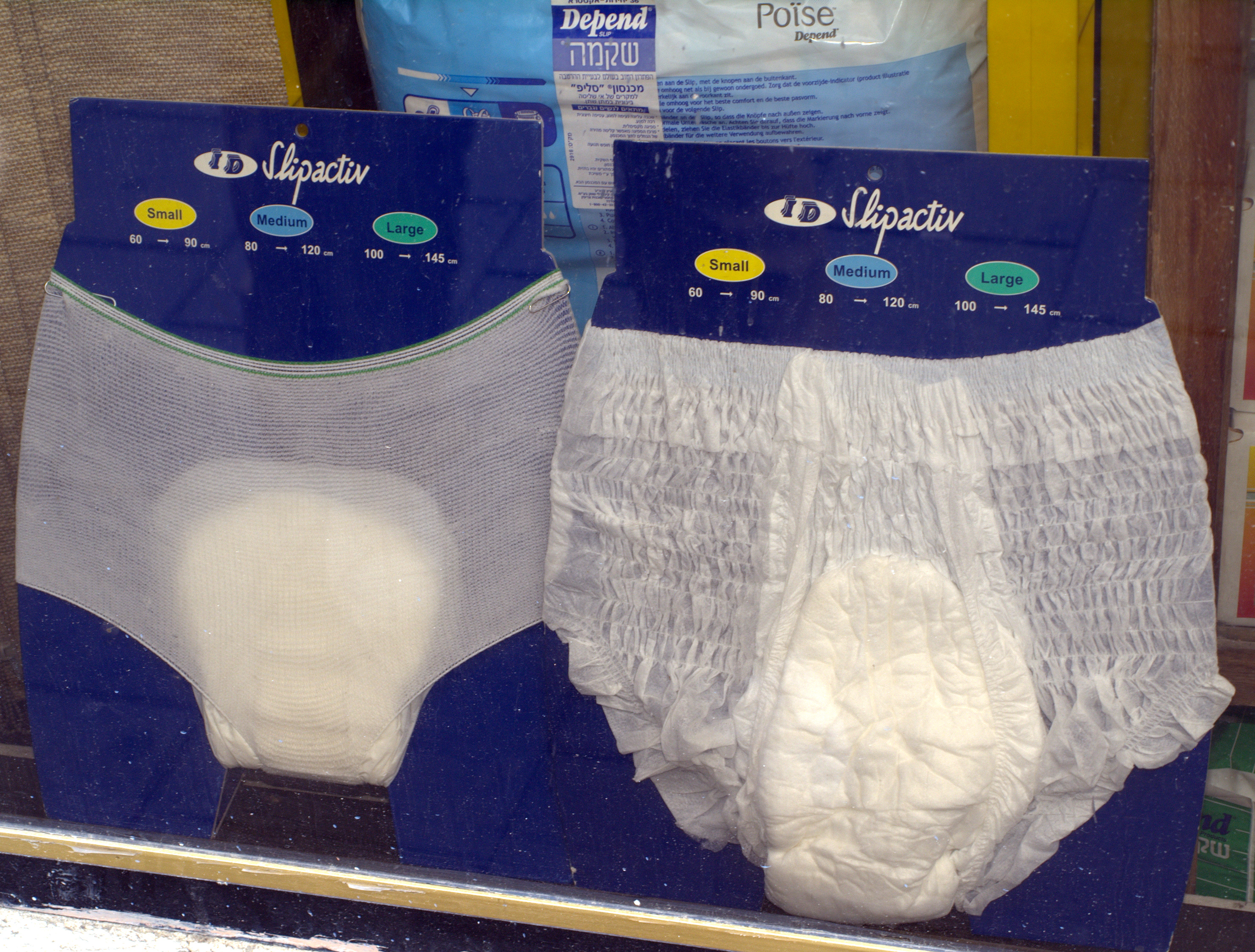
Inkontinenzunterhosen

Inkontinenzhilfen gelten (in Deutschland) als Hilfsmittel und werden in mehreren Varianten in Drogerien, Apotheken, Sanitätshäusern und im spezialisierten Versandhandel angeboten. Die Hilfsmittel sind entweder saugfähige, geruchsbindende Einlagen (auch Vorlagen genannt), die in der Unterwäsche oder einer Netzhose eingelegt und mit Hilfe eines Klebestreifens fixiert werden, oder spezielle Inkontinenzunterhosen (sogenannte Pants), die wie normale Unterwäsche getragen werden. Alternativ gibt es auch Windelhosen für Erwachsene, in unterschiedlichen Größen, die unter anderem bei Menschen mit Behinderung und Pflegebedürftigen zum Einsatz kommen. Entscheidend für die Auswahl des am besten geeigneten Produkten sind Körpergröße und -gewicht, Geschlecht, Trinkmenge und benötigte Saugstärke.

### Kostenübernahme durch die Krankenkasse
Die Krankenkasse übernimmt die Kosten für die Inkontinenzhilfen, wenn eine mindestens mittelgradige Harn- beziehungsweise Stuhlinkontinenz vorliegt (Richtwert: ab 100 Milliliter Urin innerhalb von vier Stunden). Hierbei ist eine ärztliche Verordnung die Voraussetzung für den Anspruch auf die (anteilige) Übernahme der Kosten. Wer dauerhaft auf Inkontinenzhilfen angewiesen ist, kann sich eine Dauerverordnung (z. B. als Jahresrezept) ausstellen lassen. Einige Kassen zahlen lediglich eine monatliche Pauschale, so dass höhere Kosten durch die Betroffenen getragen werden müssen. Bei Minderjährigen, die auf Inkontinenzhilfen angewiesen sind, fällt diese Zuzahlung weg.